# Verkiezingskandidaat
Een verkiezingskandidaat is iemand die kandidaat gesteld is voor een verkiezing, bijvoorbeeld een presidentskandidaat.

## Etymologie
Het woord kandidaat is afkomstig uit het oude Rome, waar mannen die gegadigde waren voor een politieke functie een witgebleekte toga candida (= een witte toga) droegen.

## Verkiezing
Een verkiezing kan gehouden worden voor de bezetting van één vacante positie (zoals bij een presidentsverkiezing) of voor meerdere posities (zoals bij een Tweede Kamerverkiezing).

## Kandidatuur
Voordat iets of iemand kandidaat wordt, gaat meestal een selectieproces vooraf, dat verschillende vormen kan aannemen: soms is er een selectiecommissie, die een keuze maakt uit verschillende aanmeldingen, soms zijn er voorverkiezingen. Er wordt soms gesproken van een longlist, die wordt ingekort tot een shortlist.